# Nesticidae
Los nestícidos (Nesticidae) son una familia arañas araneomorfas que prefieren los lugares húmedos. Esta familia es muy cercana a la de los terídidos, de las que se distingue fundamentalmente por la estructura de los pedipalpos en los machos. 

## Géneros
- Acrometinae Wunderlich, 1979 †

- Acrometa Petrunkevitch, 1942 †

- Acrometa cristata Petrunkevitch, 1942 †
- Acrometa minutum Petrunkevitch, 1942 †
- Acrometa robustum Petrunkevitch, 1942 †
- Acrometa samlandica Petrunkevitch, 1942 †
- Acrometa setosus Petrunkevitch, 1942 †
- Acrometa succini Petrunkevitch, 1942 †

- Anandrus †
- Cornuandrus Wunderlich, 1986 †

- Cornuandrus maior Wunderlich, 1986 †

- Elucus Petrunkevitch, 1942 †

- Elucus inermis Petrunkevitch, 1942 †
- Elucus quaesitus Petrunkevitch, 1958 †
- Elucus redemptus Petrunkevitch, 1958 †

- Pseudacrometa Wunderlich, 1986 †

- Pseudacrometa gracilipes Wunderlich, 1986 †

- Nesticinae Simon, 1894

- Aituaria Esyunin & Efimik, 1998 (Rusia, Georgia)
- Canarionesticus Wunderlich, 1992 (Islas Canarias)
- Carpathonesticus Lehtinen & Saaristo, 1980 (Este de Europa, Italia)
- Cyclocarcina Komatsu, 1942 (Japón)
- Domitius Ribera, 2018 (penínsulas ibérica e itálica)
- Eidmannella Roewer, 1935 (cosmopolita excepto polos)
- Gaucelmus Keyserling, 1884 (África, Australia, Asia)
- Nesticella Lehtinen & Saaristo, 1980 (África, Asia, Australia)
- Nesticus Thorell, 1869 (América, Eurasia)
- Typhlonesticus Kulczynski, 1914 (Montenegro)